# 679 Artists
679 Artists, anciennement connu sous les noms 679 Recordings et Sixsevenine, est un label discographique appartenant à Warner Music Group. Il a été fondé par Nick Worthington en 2001, à la suite de son départ du label XL Recordings.

## Artistes actuellement sous contrat
- Little Boots
- Marina & the Diamonds
- Plan B
- Siren Sirens
- Spark'The Streets